# Electra (Texas)
Electra è un comune (city) degli Stati Uniti d'America della contea di Wichita nello Stato del Texas. La popolazione era di 2.791 abitanti al censimento del 2010. Fa parte dell'area metropolitana di Wichita Falls.

## Geografia fisica
Electra è situata a 34°01′51″N 98°55′02″W (34.030809, -98.917281).
Secondo lo United States Census Bureau, la città ha una superficie totale di 7,47 km², dei quali 7,47 km² di territorio e 0 km² di acque interne (0% del totale).

## Società

### Evoluzione demografica
Secondo il censimento del 2010, la popolazione era di 2.791 abitanti.

### Etnie e minoranze straniere
Secondo il censimento del 2010, la composizione etnica della città era formata dall'85,81% di bianchi, il 5,91% di afroamericani, lo 0,64% di nativi americani, lo 0,36% di asiatici, lo 0% di oceanici, il 4,62% di altre razze, e il 2,65% di due o più etnie. Ispanici o latinos di qualunque razza erano il 13,29% della popolazione.